# Cabana de Basello
La Cabana de Basello és una cabana de pastors apta per a aixoplugar-se, del tipus refugi bivac del terme municipal d'Alins, a la comarca del Pallars Sobirà.
És a 1.971 m d'altitud, elevat al costat esquerre del Barranc de Baborte, en el vessant de ponent del Serrat de Costa de Lari, a la dreta de la Noguera de Vallferrera. La cabana es troba en el sender que puja cap del circ de Baborte.